# Furcaspis haematochroa
Furcaspis haematochroa är en insektsart som beskrevs av Cockerell 1919. Furcaspis haematochroa ingår i släktet Furcaspis och familjen pansarsköldlöss.
Artens utbredningsområde är Filippinerna. Inga underarter finns listade i Catalogue of Life.